# Sales Kleeb
Sales Kleeb-Häfliger (Richenthal, 23 februari 1930 – Menzingen, 30 maart 2025) was een Zwitserse componist, muziekpedagoog, dirigent, onderwijzer en trompettist. Hij was het zesde kind uit een leraren- en muzikantenfamilie.

## Levensloop
Kleeb studeerde pedagogiek, muziektheorie, contrapunt en compositie aan het lerarenseminaar van het kanton Luzern in Hitzkirch bij Josef Pfenniger (1904-1990). Na het behalen van zijn diploma's werd hij van 1950 tot 1961 leraar aan de school van zijn geboorteplaats. In deze periode werd hij dirigent van verschillende muziekgezelschappen in de omgeving. Tegelijkertijd kreeg hij bij de federatie van de Zwitserse muziekverenigingen een opleiding als dirigent en werd leider van Zwitserse legermuziekkapellen. Van 1959 tot 1962 studeerde hij aan het Konservatorium für Klassik und Jazz in Zürich en behaalde zijn diploma's.
Van 1962 tot 1987 was hij dirigent van het jeugdblaasorkest van de stedelijke muziekschool in Zug (Kadettenmusik der Stadt Zug). In 1967 werd hij directeur van de stedelijke muziekschool in Zug en reformeerde en reorganiseerde de leerplannen. Hij was medeoprichter van de federatie van muziekscholen in Zwitserland (Verband der Musikschulen Schweiz) (VMS). Van 1975 tot 2000 was hij in de jury van de diplomacommissie van de Musikhochschule Luzern en eveneens een veel gevraagd jurylid bij de wedstrijden georganiseerd door de landelijke Zwitserse blaasmuziekfederatie (Schweizerischer Blasmusikverband) (SBV).
Kleeb was een zeer productief componist en schreef werken voor blaasorkesten, kerk- en vocale muziek en kamermuziek. Hij won nationale en internationale prijzen zoals de compositiewedstrijd van de Union Européenne de Radiodiffusion (Europese Radio-unie) en de Alberik-Zwyssig-prijs in een wedstrijd voor koorcomposities. Meerdere van zijn werken werden door verschillende federaties en organisaties tijdens concoursen en wedstrijden verplicht gesteld. In 1988 ontving hij de culturele erkenningsprijs van de kantonregering van Zug, in 1990 de Stephan-Jaeggi-prijs van de Eidgenössischer Musikverband (EMV). Hij was ereburger van zijn geboorteplaats Rickenthal en erelid van de federatie van muziekverenigingen in het kanton Zug, en de Zwitserse federatie van muziekpedagogen (SMPV). 
Kleeb overleed op 95-jarige leeftijd in een verpleeghuis in Menzingen.

## Composities

### Werken voor harmonieorkest of brassband
- 1965: - Altdorfer Tellenmarsch
- 1965: - Kadettenmarsch
- 1966: - Das Lilienbanner
- 1966: - Frohes Fest
- 1969: - Festlicher Aufmarsch
- 1969: - Heiri-Wipf-Marsch
- 1970: - Buretanz - wenn eine tannigi Hose het, voor 4 trompetten en harmonieorkest
- 1971: - Heinzenberger Marsch
- 1971: - Tu-Ju-Dixie-Marsch
- 1972: - Der Brigadier - Brigadier-Claus-Cramer-Marsch
- 1972: - Ländler Solisten
- 1972: - Richenthaler Marsch
- 1974: - Transeurope, concertmars
- 1977: - Rudenzer - mars voor het muziekfeest van Unterwalden in 1977 in Giswil
- 1979: - Das Alpenkorps
- 1981: - The Honorary Cadet
- 1982: - Johanniter Marsch zur 800-Jahrfeier Hohenrain
- 1996: - Centenary "100 Jahre Landis & Gyr", concertmars
- 1997: - Via vitae, suite voor brassband
- 2001: - La chapelle des marches - Introduction et variations au sujet d'un cantique de l'Abbé Bovet
- 2002: - Bundesrätin Ruth Metzler-Arnold, concertmars
- 2002: - Hornusser-Marsch - 100 Jahre Eidgenössischer Hornusserverband
- - Heinzenberger Marsch
- - Zunftmeister Fröhlich

### Missen en andere kerkmuziek
- 2004: - Johannes-Messe, voor 2 gemengde koren, kinderkoor, voorzanger, samenzang en orgel - tekst: Johannes Amrein
- 2008: - Zuger Fronleichnams-Messe, voor gemengd koor en harmonieorkest
- 2011: - Richenthaler Hubertusmesse «In memoriam venatorum mortuorum», voor parforce-(jacht-)hoorns en orgel[7]

### Vocale muziek

#### Cantates
- 1994: - Ardeat Lucerna, kleine cantate uit het Seetal (regio Luzern) voor mezzosopraan, mannenkoor, groot orgel en koororgel - tekst: Fridolin Hofer

#### Werken voor koren
- - Valet, voor gemengd koor, viool en strijkorkest

### Kamermuziek
- - Gregor-Quintett, voor koperkwintet (2 trompetten, hoorn, trombone en tuba)
- - Jubiläumsfanfare, voor 3 trompetten, orgel en pauken

### Werken voor piano
- - Engelreise, suite

## Publicaties
- Musikschule der Stadt Zug, Zug: Musikschule der Stadt Zug, 1971. 14 p.
- Der Musikschulleiter, ein Zehnkämpfer - (Versuch einer Definition), 1987.
- samen met Gustav Ineichen en Bruno Leuthold: Albert Benz, ein Leben für die Blasmusik, Zürich: Atlantis Musikbuch-Verlag, 1990. 520 p., ISBN 978-3-254-00165-8
- Zum Tode von Fritz Siegfried, Musikinstruktor, 1917-1993, in: Schweizerische Blasmusikzeitung, 1993.
- Experten sehen die Stadtmusik Luzern, in: 175 Jahre Stadtmusik Luzern, 1994.
- Laudatio zur Ernennung von Josef Frommelt zum Ehrenmitglied der SAJM, in: SAJM-Zeitschrift, 24. Jahrgang, Juli 1996.
- Wie Musiker die Stadtmusik «Saltina» sehen!, in: 125 Jahre Stadtmusik Saltina Brig, 1997.